# Vasile Ioan Dănuț Ungureanu
Vasile Ioan Dănuț Ungureanu (n. 8 mai 1960) este un fost senator român în legislatura 2004-2008 ales în județul Arad pe listele partidului PSD. În cadrul activității sale parlamentare, Vasile Ioan Dănuț Ungureanu a fost membru în grupurile parlamentare de prietenie cu Republica Islamică Iran, Statul Plurinațional Bolivia și Marele Ducat de Luxemburg. Vasile Ioan Dănuț Ungureanu a fost membru în comisia juridică, de numiri, disciplină, imunități și validări (din oct. 2007), în comisia pentru cercetarea abuzurilor, combaterea corupției și petiții și în comisia specială pentru modificarea și completarea Regulamentului Senatului (din oct. 2007) - Vicepreședinte (din sep. 2008). Vasile Ioan Dănuț Ungureanu a fost membru în următoarele comisii de anchetă:  
- Comisia de anchetă având drept scop investigarea condițiilor de legalitate și de oportunitate privind construirea imobilului «Cathedral Plaza» în imediata apropiere a Catedralei Romano-Catolice «Sfântul Iosif» din București, precum și a proiectelor de construire și de sistematizare care afectează zonele istorice din municipiul București - Președinte

- Comisiei de anchetă având drept scop investigarea condițiilor de legalitate privind privatizarea Societății Naționale a Petrolului «Petrom» - S.A - Secretar

Vasile Ioan Dănuț Ungureanu a înregistrat 122 de luări de cuvânt în 80 de ședințe parlamentare precum și 33 de propuneri legislative din care 7 au fost promulgate legi. 